# 大正浪漫夢通り

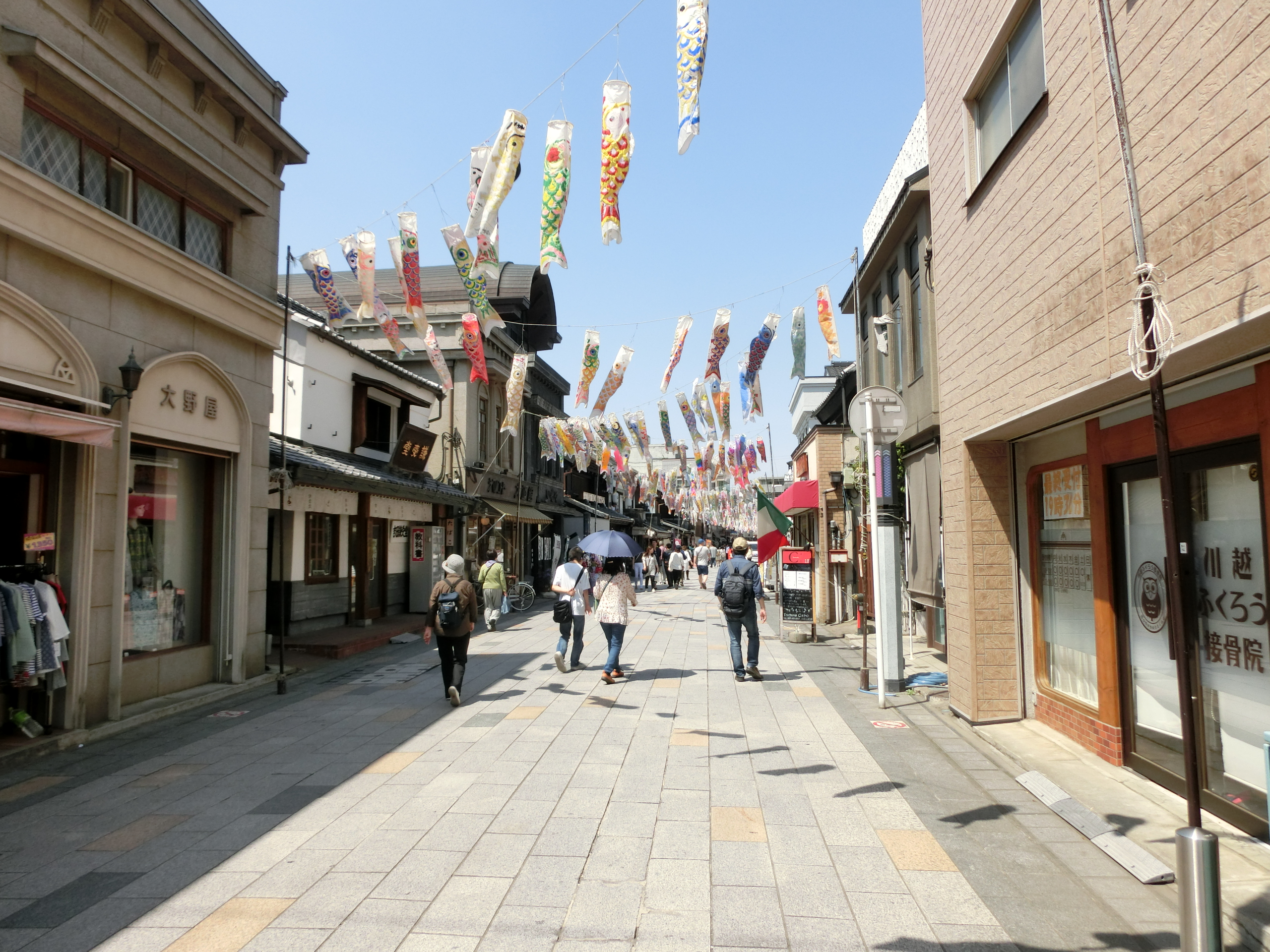
大正浪漫夢通り

大正浪漫夢通り（たいしょうろまんゆめどおり）は、埼玉県川越市仲町・連雀町にある商店街。歴史的には猪鼻町または銀座通りと呼ばれていた。
川越城の城下町の特徴として戦に備えて緩やかにカーブした約200メートルの通りの両側には、大正から昭和初期のレトロな店舗がおよそ30軒余り並ぶ。特に関東大震災以後に流行した看板建築の洋風店舗や町屋造りが多く残る。通りの北の入り口にはドーリア式列柱が並ぶ重厚な旧武州銀行川越支店（現・川越商工会議所）の洋館もある。
御影石の石畳など古き良き大正ロマンの香りが漂い、多くの映画・ドラマ・CMの撮影でも使われている。

## 沿革
江戸時代には、蓮馨寺立門前通りを境に北側が猪鼻町、南側は連雀町と呼ばれる以前には蓮馨寺門前町または南門と呼ばれていた。猪鼻町は1960年の町名・地番整理で仲町に統合された。
中央通り（県道12号・229号）が開通した1933年以前は、川越の中心である一番街から本川越駅・川越駅へ向かうための本通りとして機能していた。その後も市勢が拡大するに伴って、銀座通り周辺に商業の中心が移行した。
第二次世界大戦終結後、川越のベッドタウン化による商業衰退が懸念されたことから市内商店街の活性化が叫ばれ、川越銀座商店街では1950年（昭和25年）に鉄骨アーチ式の天幕が設置された。また、1951年3月19日には埼玉県で初の商店街組合である川越銀座商店街協同組合が設立された。天幕が老朽化したことから、1958年（昭和33年）には本格的な金属式アーケードが建設された。
1960年代に入ると、商業の中心がより鉄道駅に近い市街地南部（現在のクレアモール）に移り、移転する店舗も現れるなど銀座商店街の活気がピークを越えたことが指摘された。1989年の報告書では、「アーケードも古く、日中でも暗い（中略）全体としては活気を失って大変厳しい状況」と指摘され、周囲の景観との連続性を持たせるためのアーケード撤去や無柱化などが提案されている。こうした報告を受け、近隣の一番街商店街による川越町並み委員会の活動をモデルとして、1994年（平成6年）に大正浪漫委員会を設立、「大正ロマン」をテーマに商店街のあり方を変える取り組みを始めた。
1995年（平成7年）には「大正浪漫のまちづくり規範」を策定。この規範は拘束力のあるものではないが、既存建築物の保存とともに新規建築におけるデザイン誘導によって街並み全体を大正ロマンのイメージに揃えることを狙っている。同年には通りの名称が現在の大正浪漫夢通りとなり、老朽化したアーケードが撤去された。
2001年（平成13年）には電線の地中化も完工し、江戸時代から明治の蔵造りの街並みが残る「川越一番街」と新市街地の「クレアモール」の間に位置する大正時代の街として観光客を集めている。

## アクセス
- 東武東上線：川越駅東口より徒歩20分。
- 西武新宿線：本川越駅より徒歩15分。